# Azzano d’Asti
Azzano d’Asti – miejscowość i gmina we Włoszech, w regionie Piemont, w prowincji Asti.
Według danych na styczeń 2009 gminę zamieszkiwało 418 osób przy gęstości zaludnienia 65 os./1 km².